# Список пресмыкающихся Омана

Оман на карте мира

Список пресмыкающихся Омана включает виды пресмыкающихся, распространённых на территории Омана.

## Видовое разнообразие
На территории Омана обитает 111 видов пресмыкающихся, из которых 96 являются наземными и 15 — морскими. 16 видов эндемичны для страны. Герпетофауна Омана составляет около половины видового разнообразия рептилий Аравийского полуострова, что делает Оман страной с самым большим разнообразием пресмыкающихся в регионе.

## Список видов
Данный список объединяет таксоны видового и подвидового уровня, которые были зарегистрированы на территории Омана и приводились для него исследователями в литературных публикациях. Список состоит из русских названий (при наличии), биноменов и указанных с ними авторов описания, и годов, в которых оно произошло. В четвёртом столбце таблицы для каждого вида приводится информация о его распространении на территории Омана в соответствие с книгой «A Field Guide to the Reptiles of Oman». Отряды и семейства в списке расположены в систематическом порядке. Таксоны внутри семейств расположены по алфавиту (в соответствии с латинским названием).
Легенда:
 Интродуцированные, а также инвазионные виды
 Эндемики Омана
Обозначения охранного статуса МСОП:
- — виды на грани исчезновения (в критическом состоянии)
- — виды под угрозой исчезновения
- — уязвимые виды
- — виды, близкие к уязвимому положению
- — виды под наименьшей угрозой
- — виды, для оценки угрозы которым не хватает данных
- — виды, не представленные в Международной Красной книге

### Отряд Черепахи (Testudines)
| Иллюстрация                                  | Русское название                         | Латинское название и автор таксона        | Ареал на территории страны. Замечания по систематике. | Статус МСОП               |
| -------------------------------------------- | ---------------------------------------- | ----------------------------------------- | --- | ------------------------- |
| Отряд Черепахи (Testudines)                  |                                          |                                           | |                           |
| Семейство Морские черепахи (Cheloniidae)     |                                          |                                           | |                           |
|                                              | Логгерхед, или головастая черепаха       | Caretta caretta (Linnaues, 1758)          | Откладывает яйца на острове Масира, островах Куриа-Муриа, а также вдоль побережья Аравийского моря между Йеменом и островом Масира.                                                      | Уязвимый вид              |
|                                              | Зелёная черепаха                         | Chelonia mydas (Linnaues, 1758)           | Откладывает яйца на всём побережье страны, включая острова Ad Dimaniyat, Масира и Куриа-Муриа. Главное место гнездования — северо-восток побережья Аравийского моря, на мысе Эль-Хадд.   | Вымирающий вид            |
|                                              | Бисса, или бисс                          | Eretmochelys imbricata (Linnaues, 1766)   | Откладывает яйца на островах Масира, Ad Dimaniyat, а также в Маскате. | Вид на грани исчезновения |
|                                              | Оливковая черепаха, или оливковая ридлея | Lepidochelys olivacea (Eschscholtz, 1829) | Самая крупная популяция — на южном берегу острова Масира. Менее часто гнездится южнее, на разрозненных пляжах вдоль побережья полуострова, вплоть до Дофара.                             | Уязвимый вид              |
| Семейство Кожистые черепахи (Dermochelyidae) |                                          |                                           | |                           |
|                                              | Кожистая черепаха                        | Dermochelys coriacea (Vandelli, 1761)     | Из всех морских черепах является самыми широко распространёнными, несмотря на то, что откладывают яйца лишь в тропиках. Кладки в Омане неизвестны, иногда наблюдаются взрослые черепахи. | Уязвимый вид              |

### Отряд Чешуйчатые (Squamata)
| Иллюстрация                                 | Русское название                                          | Латинское название и автор таксона                                                                                             | Ареал на территории страны. Замечания по систематике. | Статус МСОП                                      |
| ------------------------------------------- | --------------------------------------------------------- | --- | --- | ------------------------------------------------ |
| Отряд Чешуйчатые (Squamata)                 |                                                           | | |                                                  |
| Подотряд Игуанообразные (Iguania)           |                                                           | | |                                                  |
| Семейство Агамовые (Agamide)                |                                                           | | |                                                  |
|                                             |                                                           | Acanthocercus adramitanus (Anderson, 1896)                                                                                     | Эндемик Аравийского полуострова. Распространён от города Эт-Таиф (Саудовская Аравия) через Йемен до Дофара. Возможно принадлежит к ещё не описанному роду вместе с Acanthocercus yemensis.                                                     | Вид вне опасности                                |
|                                             | Калот-кровосос                                            | Calotes versicolor (Daudin, 1802)                                                                                              | Инвазионный вид, интродуцированный в Салала во второй половине XX века, предположительно вместе с декоративными растениями из Азии. Обитающие в Омане калоты относятся к подвиду C. v. versicolor.                                             | Вид вне опасности                                |
|                                             | Арабская круглоголовка                                    | Phrynocephalus arabicus Anderson, 1894                                                                                         | Широко распространена по всему полуострову. В Омане обитает на внутренних песчаных дюнах и равнинах. | Вид вне опасности                                |
|                                             |                                                           | Phrynocephalus longicaudatus Haas, 1957                                                                                        | Распространена по всему Аравийскому полуострову, кроме Бахрейна и Катара. В Омане встречается от границы с Йеменом до Южной Эш-Шаркии. Ранее рассматривалась как подвид пятнистой круглоголовки.                                               | Вид не представлен в Международной Красной книге |
|                                             |                                                           | Phrynocephalus sakoi Melnikov, Melnikova, Nazarov, Al-Johany & Ananjeva, 2015                                                  | Эндемик Омана. Встречается только в пустыне Рамлат-эль-Вахиба. | Вид не представлен в Международной Красной книге |
|                                             |                                                           | Pseudotrapelus dhofarensis Melnikov & Pierson, 2012                                                                            | В Омане встречается на острове Масира и вдоль юного побережья полуострова до Дофара. Возможно ареал простирается до восточного Йемена. | Вид не представлен в Международной Красной книге |
|                                             |                                                           | Pseudotrapelus jensvindumi Melnikov, Ananjeva & Papenfuss, 2013                                                                | Эндемик Хаджарских гор в Омане и ОАЭ. | Вид не представлен в Международной Красной книге |
|                                             | Желтопятнистая агама                                      | Trapelus flavimaculatus Rüppell, 1835                                                                                          | Эндемик Аравийского полуострова, в котором имеет широкое распространение. В пределах Омана распространена повсеместно, кроме полуострова Мусандам, острова Масира, а также в горах Дофара и Хаджара выше 600 м над уровнем моря.               | Вид вне опасности                                |
|                                             | Дабб, или обыкновенный шипохвост (подвид U. a. leptieni)  | Uromastyx aegyptia leptieni Wilms & Böhme, 2000                                                                                | Эндемик Аравийского полуострова. Распространён в северо-восточной части ОАЭ, части Хаджарских гор и равнинах Эль-Батина. | Уязвимый вид                                     |
|                                             | Малочешуйчатый шипохвост                                  | Uromastyx aegyptia microlepis Arnold, 1980                                                                                     | В Омане обитает повсеместно, кроме острова Масира, Хаджарских гор, равнин Эль-Батина и муссонных районов Дофара. | Уязвимый вид                                     |
|                                             |                                                           | Uromastyx benti (Anderson, 1894)                                                                                               | Эндемик Аравийского полуострова. В Омане обитает на самом юге, в Дофаре. | Вид вне опасности                                |
|                                             |                                                           | Uromastyx thomasi Parker, 1930                                                                                                 | Эндемик Омана. Встречается на острове Масира и в юго-восточной части страны, заходя вглубь полуострова на 80 км от побережья Аравийского моря.                                                                                                 | Уязвимый вид                                     |
| Семейство Хамелеоны (Chamaeleonidae)        |                                                           | | |                                                  |
|                                             |                                                           | Chamaeleo arabicus Matschie, 1893                                                                                              | Эндемик Аравийского полуострова. Распространён от Адена в Йемене до Дофара. Интродуцирован на севере острова Масира. | Вид вне опасности                                |
| Подотряд Гекконообразные (Gekkota)          |                                                           | | |                                                  |
| Семейство Гекконы (Gekkonidae)              |                                                           | | |                                                  |
|                                             | Бугорчатый геккончик                                      | Bunopus tuberculatus Blanford, 1874                                                                                            | Широко распространён в пределах страны, но отсутствует на полуострове Мусандам и островах Масира. | Вид вне опасности                                |
|                                             | Египетский голопалый геккон                               | Cyrtopodion scabrum (Heyden, 1827)                                                                                             | В Омане считается интродуцированным видом, всегда обитающим вблизи человеческих поселений. | Вид вне опасности                                |
|                                             |                                                           | Hemidactylus alkiyumii Carranza & Arnold, 2012                                                                                 | Эндемик юга Аравийского полуострова. Обитает в муссонных районах Дофарских гор и островах Куриа-Муриа. | Вид не представлен в Международной Красной книге |
|                                             |                                                           | Hemidactylus endophis Carranza & Arnold, 2012                                                                                  | Известен по единственному экземпляру, найденному в 1976году в желудке краснополосого полоза, которого поймали в окрестностях Маската и в 1885 доставили в Лондонский музей естествознания. Из-за недостаточности данных считается эндемиком.   | Вид не представлен в Международной Красной книге |
|                                             |                                                           | Hemidactylus festivus Carranza & Arnold, 2012                                                                                  | Эндемик юга Аравийского полуострова. Распространён от Хадрамаута (Йемен) до южного Дофара. | Вид не представлен в Международной Красной книге |
|                                             | Жёлто-зелёный полупалый геккон                            | Hemidactylus flaviviridis Rüppell, 1835                                                                                        | В Африке и Аравии считается интродуцированным. В Омане встречается лишь на стенах зданий. | Вид вне опасности                                |
|                                             |                                                           | Hemidactylus hajarensis Carranza & Arnold, 2012                                                                                | Эндемик Омана. Обитает только в горах Хаджара на север страны. | Вид не представлен в Международной Красной книге |
|                                             |                                                           | Hemidactylus inexpectatus Carranza & Arnold, 2012                                                                              | Эндемик Омана. Обитает только вдоль участка береговой линии длинной в 150 км в мухафазе Эль-Вуста. | Вид не представлен в Международной Красной книге |
|                                             |                                                           | Hemidactylus lemurinus Arnold, 1980                                                                                            | В Омане обитает вдоль береговой линии у границы с Йеменом. | Вид с неопределённым статусом                    |
|                                             |                                                           | Hemidactylus leschenaultii Duméril & Bibron, 1836                                                                              | Изначальный ареал включает южную Индию, Шри-Ланку и Пакистан. В Омане, где встречается в Эль-Батина, появился в результате интродукции. | Вид вне опасности                                |
|                                             |                                                           | Hemidactylus luqueorum Carranza & Arnold, 2012                                                                                 | Обитает только в Эль-Ахдаре в северном Омане. Встречается на высоте от 500 до 2200 м над уровнем моря. | Вид не представлен в Международной Красной книге |
|                                             |                                                           | Hemidactylus masirahensis Carranza & Arnold, 2012                                                                              | Обитает только на острове Масира. | Вид не представлен в Международной Красной книге |
|                                             |                                                           | Hemidactylus minutus Carranza & Arnold, 2012                                                                                   | Эндемик Аравии. В Омане распространён по побережью Аравийского моря. | Вид не представлен в Международной Красной книге |
|                                             |                                                           | Hemidactylus paucituberculatus Carranza & Arnold, 2012                                                                         | Обитает только в прибрежных районах Дофара. | Вид не представлен в Международной Красной книге |
|                                             | Персидский полупалый геккон, или ширазский домовый геккон | Hemidactylus persicus Arnold, 1872                                                                                             | В Омане встречается в единственном месте в Хаджарских горах. | Вид вне опасности                                |
|                                             |                                                           | Hemidactylus robustus Heyden, 1827                                                                                             | Распространён по всей стране. | Вид вне опасности                                |
|                                             | Арабский псевдоцерамодактилюс                             | Pseudoceramodactylus khobarensis Haas, 1857                                                                                    | Распространён по побережью Персидского залива. Встречается в пустыне Руб-эль-Хали. | Вид вне опасности                                |
|                                             | Иракский узкопалый геккон                                 | Stenodactylus doriae (Blanford, 1874)                                                                                          | Распространён по всей стране. Предпочитает сухие песчаные места с дюнами и разрозненной растительностью. | Вид вне опасности                                |
|                                             |                                                           | Stenodactylus leptocosymbotes Leviton & Anderson, 1967)                                                                        | Эндемик юго-востока Аравии. В Омане многочисленный, обитает почти по всей стране на закреплённых песках, аллювиальных и гравийных равнинах. | Вид вне опасности                                |
|                                             |                                                           | Trachydactylus hajarensis (Arnold, 1980)                                                                                       | Обитает в Хаджарских горах и на острове Масира на каменистых склонах гор, гравийных равнинах, в руслах вади с малым количеством растительности.                                                                                                | Вид не представлен в Международной Красной книге |
|                                             |                                                           | Trachydactylus spatalurus (Anderson, 1901)                                                                                     | Скрытный геккон, распространённый от Дофара в Омане до западного и центрального Йемена. Предпочитает каменистые субстраты. | Вид не представлен в Международной Красной книге |
|                                             | Аравийский геккон Хааса                                   | Trigonodactylus arabicus Haas, 1957                                                                                            | Обитает повсеместно в песчаных пустынях Аравийского полуострова. | Вид вне опасности                                |
|                                             |                                                           | Trigonodactylus sharqiyahensis Matallinou & Carranza, 2013                                                                     | Известен только из песков Эш-Шаркия. | Вид не представлен в Международной Красной книге |
|                                             |                                                           | Tropiocolotes confusus Machada, Smid, Mazuch, Sindaco, Shukaili & Carranza, 2018                                               | Известен только из Дофара. | Вид не представлен в Международной Красной книге |
|                                             | Аравийский карликовый геккон Скортеччи                    | Tropiocolotes scorteccii Cherchi & Spano, 1963                                                                                 | Эндемик южной Аравии. Распространён от мухафазы Эль-Вуста до западного Йемена. | Вид вне опасности                                |
| Семейство Phyllodactylidae                  |                                                           | | |                                                  |
|                                             |                                                           | Asaccus arnoldi Simó-Riudalbas, Tarrosso, Papemfuss, Al-Sariri & Carranza, 2017                                                | Эндемик. Встречается только на востоке Хаджарских гор. | Вид не представлен в Международной Красной книге |
|                                             |                                                           | Asaccus gallagheri (Albert, 1972)                                                                                              | Обитает в западной части Хаджара в Омане и ОАЭ. | Вид вне опасности                                |
|                                             |                                                           | Asaccus gardneri Carranza, Simó-Riudalbas, Jayasinghe, Wilms & Els, 2016                                                       | Эндемик Хаджарских гор. В Омане встречается только на Мусандамском полуострове. | Вид вне опасности                                |
|                                             |                                                           | Asaccus margaritae Carranza, Simó-Riudalbas, Jayasinghe, Wilms & Els, 2016                                                     | Эндемик Хаджарских гор. В Омане известен только из четырёх точек Мусандамского полуострова. | Вид вне опасности                                |
|                                             |                                                           | Asaccus montanus Gardner, 1994                                                                                                 | Эндемик горной системы Эль-Ахдар. | Уязвимый вид                                     |
|                                             |                                                           | Asaccus platyrhynchus Arnold & Gardner, 1994                                                                                   | Эндемик горной системы Эль-Ахдар. | Вид вне опасности                                |
|                                             |                                                           | Ptyodactylus dhofarensis Nazarov, Melnikov & Melnikova, 2013                                                                   | Распространён от крайнего юго-запада Йемена до Дофара в Омане. | Вид не представлен в Международной Красной книге |
|                                             |                                                           | Ptyodactylus orlovi Nazarov, Melnikov & Melnikova, 2013                                                                        | Эндемик Хаджарских гор. Распространён от восточного побережья Аравийского моря до Хаур-Факкана в ОАЭ. Отстутвует на Мусандамском полуострове, где обитает близкий вид P. ruusaljibalicus                                                       | Вид вне опасности                                |
|                                             |                                                           | Ptyodactylus ruusaljibalicus Simó-Riudalbas, Metallinou, Pous, Els, Jayasinghe, Pentek-Zakar, Wilms, Al-Saadi & Carranza, 2017 | Обитает на Мусандамском полуострове в Омане и ОАЭ. | Вид вне опасности                                |
| Семейство Sphaerodactylidae                 |                                                           | | |                                                  |
|                                             |                                                           | Pristurus carteri (Gray, 1863)                                                                                                 | В Омане распространён повсеместно. Кроме того, известен с приграничной территории ОАЭ и в центральном Йемене. | Вид вне опасности                                |
|                                             |                                                           | Pristurus celerrimus Arnold, 1877                                                                                              | Эндемик Хаджарских гор Омана и ОАЭ. Неизвестен из восточной части горной системы. | Вид вне опасности                                |
|                                             |                                                           | Pristurus gallagheri Arnold, 1886                                                                                              | Эндемик Эль-Ахдара. | Вид, близкий к уязвимому положению               |
|                                             |                                                           | Pristurus masirahensis Tamar, Mitsi, Simó-Riudalbas, Tejero-Cicuéndez, Al-Sariri & Carranza, 2019                              | Эндемик острова Масира, где известен только из прибрежных территорий на небольшой высоте. | Вид не представлен в Международной Красной книге |
|                                             |                                                           | Pristurus minimus Arnold, 1977                                                                                                 | Распространён от крайнего востока Йемена до востока ОАЭ. В Омане обитает повсеместно, кроме Хаджарских и Дофарских гор. | Вид вне опасности                                |
|                                             |                                                           | Pristurus rupestris Blanford, 1874                                                                                             | Обитает в горах Хаджара и прилежащих низменностях в Омане, ОАЭ и Иране. | Вид вне опасности                                |
| Надсемейство Lacertoidea                    |                                                           | | |                                                  |
| Семейство Настоящие ящерицы (Lacertidae)    |                                                           | | |                                                  |
|                                             |                                                           | Acanthodactylus blanfordii Boulenger, 1918                                                                                     | В Омане обитает на равнинах Эль-Батина. Есть изолированная популяция на границе с ОАЭ. | Вид вне опасности                                |
|                                             |                                                           | Acanthodactylus boskianus (Daudin, 1802)                                                                                       | В Омане широко распространён. | Вид вне опасности                                |
|                                             |                                                           | Acanthodactylus felicis Arnold, 1980                                                                                           | В Омане обитает на юго-западе страны, в Дофаре. | Уязвимый вид                                     |
|                                             |                                                           | Acanthodactylus haasi Leviton & Anderson, 1967                                                                                 | В Омане известен из нескольких мест в Эш-Шаркия и Эль-Вуста. | Вид вне опасности                                |
|                                             |                                                           | Acanthodactylus masirae Arnold, 1980                                                                                           | Эндемичный для Омана вид. Обитает на острове Масира и на побережье Аравийского полуострова в Эль-Вуста и Дофаре. | Вид не представлен в Международной Красной книге |
|                                             |                                                           | Acanthodactylus opheodurus Arnold, 1980                                                                                        | Широко распространённый на Аравийском полуострове вид. В Омане обитает повсеместно, кроме Мусандамского полуострова, острова Масира, высокогорных и внутренних районов страны.                                                                 | Вид вне опасности                                |
|                                             |                                                           | Acanthodactylus schmidti Haas, 1957                                                                                            | Широко распространённый на Аравийском полуострове вид. В Омане обитает в Эш-Шаркия и других песчаных районах вблизи Руб-эль-Хали. | Вид вне опасности                                |
|                                             | Аравийская месалина                                       | Mesalina adramitana (Boulenger, 1917)                                                                                          | Широко распространённый на Аравийском полуострове вид. В Омане обитает повсеместно, кроме Мусандамского полуострова и высокогорий. | Вид вне опасности                                |
|                                             |                                                           | Mesalina austroarabica Sindaco, Simó-Riudalbas, Sacchi & Carranza, 2018                                                        | Эндемик южной Аравии. Распространён от архипелага Фараса до Дофара. | Вид не представлен в Международной Красной книге |
|                                             |                                                           | Mesalina ayunensis Arnold, 1980                                                                                                | Известен лишь из изолированной популяции в центральном Йемене и некоторых прибрежных районов Дофара. | Вид с неопределённым статусом                    |
|                                             |                                                           | Omanosaura cyanura (Arnold, 1972)                                                                                              | Обитает в Хаджарских горах в Омане и ОАЭ. | Вид вне опасности                                |
|                                             |                                                           | Omanosaura jayakari (Boulenger, 1887)                                                                                          | Обитает в Хаджарских горах в Омане и ОАЭ. | Вид вне опасности                                |
| Семейство Trogonophidae                     |                                                           | | |                                                  |
|                                             | Двуходка Зарудного                                        | Diplometopon zarudnyi Nikolsky, 1907                                                                                           | В Омане обитает в Эш-Шаркия и прилежащих регионах к север и югу. | Вид вне опасности                                |
| Надсемейство Scincoidea                     |                                                           | | |                                                  |
| Семейство Сцинковые (Scincidae)             |                                                           | | |                                                  |
|                                             | Азиатский гологлаз                                        | Ablepharus pannonicus (Lichtenstein, 1823)                                                                                     | В Омане обитает в Хаджарских горах от Эль-Ахдара до границы с ОАЭ. На Мусандамском полуострове отсутствует. | Вид вне опасности                                |
|                                             | Глазчатый халцид                                          | Chalcides ocellatus ocellatus (Forskål, 1775)                                                                                  | В Омане обитает на севере и юге страны. | Вид вне опасности                                |
|                                             |                                                           | Heremites septemtaeniatus (Reuss, 1834)                                                                                        | В Омане известен только из Маската и островов к северу от него. | Вид вне опасности                                |
|                                             | Восточный сцинк                                           | Scincus mitranus Anderson, 1871                                                                                                | В Омане широко распространён по всей стране на песчаных субстратах. | Вид вне опасности                                |
|                                             | Иранский сцинк                                            | Scincus conirostris Blanford, 1881                                                                                             | В Омане известен из единственного места в Хаджарских горах. | Вид не представлен в Международной Красной книге |
|                                             | Суданская мабуя                                           | Trachylepis brevicollis (Wiegmann, 1837)                                                                                       | В Омане обитает в муссонных районах Дофара. | Вид вне опасности                                |
|                                             |                                                           | Trachylepis tessellata (Anderson, 1895)                                                                                        | В Омане обитает в Хаджарских горах, острове Масира и в Дофаре. | Вид вне опасности                                |
| Подотряд Веретеницеобразные (Anguimorpha)   |                                                           | | |                                                  |
| Семейство Варановые (Varanidae)             |                                                           | | |                                                  |
|                                             | Серый варан, или пустынный варан                          | Varanus griseus (Daudin, 1803)                                                                                                 | Вид широко распространён по всей стране. | Вид вне опасности                                |
| Подотряд Змеи (Serpentes)                   |                                                           | | |                                                  |
| Семейство Шпильковые змеи (Atractaspididae) |                                                           | | |                                                  |
|                                             |                                                           | Atractaspis andersonii Boulenger, 1905                                                                                         | В Омане обитает в муссонных районах Дофара. | Вид вне опасности                                |
| Семейство Ложноногие (Boidae)               |                                                           | | |                                                  |
|                                             | Арабский песчаный удавчик                                 | Eryx jayakari Boulenger, 1888                                                                                                  | Вид широко распространён по всей стране. | Вид вне опасности                                |
| Семейство Ужеобразные (Colubridae)          |                                                           | | |                                                  |
|                                             | Венценосный литоринх                                      | Lytorhynchus diadema (Duméril, Bibron & Duméril, 1854)                                                                         | В Омане распространён на северо-восточном побережье страны, в Эш-Шаркия, Эль-Батина и Дофаре. | Вид вне опасности                                |
|                                             | Краснополосый полоз                                       | Platyceps rhodorachis (Jan, 1863)                                                                                              | В Омане распространён на в горах Хаждара и Дофара, а также на некоторых островах. | Вид вне опасности                                |
|                                             | Полоз Томаса                                              | Platyceps thomasi (Parker, 1931)                                                                                               | В Омане обитает в Дофаре. | Вид с неопределённым статусом                    |
|                                             | Аравийский ринхокалямус                                   | Rhynchocalamus arabicus Schmidt, 1933                                                                                          | Эндемик южной Аравии. Одна из самых редких змей в мире. Известна по трём экземплярам, один из которых был найден в Адене (Йемен). Два других — в Дофаре.                                                                                       | Вид с неопределённым статусом                    |
|                                             | Пятнистый диадемовый полоз, (подвид S. d. cliffordi)      | Spalerosophis diadema cliffordii (Schlegel, 1837)                                                                              | В Омане распространён на севере и юге страны, острове Масира и в Эль-Вуста. | Вид вне опасности                                |
|                                             | Большеголовая кошачья змея                                | Telescopus dhara (Forskål, 1775)                                                                                               | В Омане распространён на востоке страны, в Дофаре и Хаджаре и на острове Масира. | Вид вне опасности                                |
| Семейство Аспидовые (Elapidae)              |                                                           | | |                                                  |
|                                             | Микроцефал Кантора                                        | Hydrophis cantoris Günther, 1864                                                                                               | Широко распространена от Малайского архипелага до Иранской части Оманского залива. | Вид с неопределённым статусом                    |
|                                             | Короткая ластохвостая змея                                | Hydrophis curtus (Shaw, 1802)                                                                                                  | Широко распространена от Новой Каледонии до Оманского и Персидского заливов. | Вид вне опасности                                |
|                                             |                                                           | Hydrophis cyanocinctus Daudin, 1803                                                                                            | Широко распространена от Японии до Оманского и Персидского заливов. | Вид вне опасности                                |
|                                             | Стройный ластохвост                                       | Hydrophis gracilis (Shaw, 1802)                                                                                                | Широко распространена от Новой Гвинеи и Австралии до Оманского и Персидского заливов. | Вид вне опасности                                |
|                                             |                                                           | Hydrophis lapemoides (Gray, 1849)                                                                                              | Широко распространена от Малайского архипелага до Оманского и Персидского заливов. | Вид вне опасности                                |
|                                             | Украшенный ластохвост                                     | Hydrophis ornatus (Gray, 1842)                                                                                                 | Широко распространена от Австралии до Оманского и Персидского заливов. | Вид вне опасности                                |
|                                             | Двухцветная пеламида                                      | Hydrophis platurus (Linnaeus, 1766)                                                                                            | Широко распространена от западного побережья Центральной Америки до Восточной Африки. | Вид вне опасности                                |
|                                             | Носатая энгидрина                                         | Hydrophis schistosus Daudin, 1803                                                                                              | Широко распространена от Австралии до Оманского и Персидского заливов. Ранее вместе с Hydrophis zweifeli выделялась в отдельный род Enhydrina.                                                                                                 | Вид вне опасности                                |
|                                             | Спиральный ластохвост                                     | Hydrophis spiralis (Shaw, 1802)                                                                                                | Широко распространена от Новой Каледонии до Оманского и Персидского заливов. | Вид вне опасности                                |
|                                             | Гадюковая морская змея                                    | Hydrophis viperinus (Schmidt, 1852)                                                                                            | Широко распространена от Малайского архипелага и Южного Китая до Оманского и Персидского заливов. В Персидском заливе был выловлен лишь один экземпляр в 1963 году.                                                                            | Вид вне опасности                                |
|                                             |                                                           | Naja arabica Scortecci, 1932                                                                                                   | Эндемик Аравийского полуострова. В Омане распространена муссонных районах Дофара. | Вид вне опасности                                |
| Семейство Узкоротые змеи (Leptotyphlopidae) |                                                           | | |                                                  |
|                                             | Клювоносая узкоротая змея                                 | Myriopholis macrorhyncha (Jan, 1860)                                                                                           | В Омане широко распространена с севера на юг. | Вид вне опасности                                |
|                                             |                                                           | Myriopholis nursii (Anderson, 1896)                                                                                            | В Омане известна лишь из трёх мест: двух на севере страны и одной на юге (Салала, Дофар) | Вид вне опасности                                |
| Семейство Psammophiidae                     |                                                           | | |                                                  |
|                                             | Песочная змея                                             | Psammophis schokari (Forskål, 1775)                                                                                            | В Омане обитает по всей стране. | Вид вне опасности                                |
|                                             | Арабская ящеричная змея                                   | Malpolon moilensis (Reusss, 1834)                                                                                              | В Омане обитает по всей стране, кроме Мусандамского полуострова, высокогорий и внутренних песчаных пустынь. Известна одна находка на острове Масира.                                                                                           | Вид вне опасности                                |
| Семейство Слепозмейки (Typhlopidae)         |                                                           | | |                                                  |
|                                             | Браминский слепун                                         | Indotyphlops braminus (Daudin, 1803)                                                                                           | Инвазионный вид. Изначально обитал в Индии, но распространился вместе с почвой для растений по всему миру, кроме Антарктиды и Южной Америки. В Омане найден только в Маскате Эр-Рустаке на севере и в Салала на юге.                           | Вид не представлен в Международной Красной книге |
| Семейство Гадюковые (Viperidae)             |                                                           | | |                                                  |
|                                             | Шумящая гадюка                                            | Bitis arietans Merrem, 1820 | Распространена в муссонных районах Дофара. | Вид вне опасности                                |
|                                             |                                                           | Cerastes gasperettii Leviton & Anderson, 1967                                                                                  | В Омане обитает подвид C. g. gasperettii. Распространён в песчаных прибрежных районах востока страны, Эш-Шаркия, Руб-эль-Хали и внутреннего Дофара.                                                                                            | Вид вне опасности                                |
|                                             | Песчаная эфа                                              | Echis carinatus sochureki Stemmler, 1969                                                                                       | В Омане обитает подвид E. c. sochureki, распространённый также в ОАЭ, Иране, Ираке, Пакистане, южном Афганистане, северной Индии, Бангладеш. В Омане встречается в Хаджарских горах и прилегающих районах, на востоке страны и острове Масира. | Вид вне опасности                                |
|                                             | Пёстрая эфа                                               | Echis coloratus Günther, 1878                                                                                                  | В Омане известно несколько находок в Дофаре и Эль-Вуста. | Вид вне опасности                                |
|                                             |                                                           | Echis khosatzkii Cherlin, 1990                                                                                                 | Эндемик южной Аравии. В Омане обитает в Дофаре и Эль-Вуста. | Вид вне опасности                                |
|                                             |                                                           | Echis omanensis Babocsay, 2004                                                                                                 | Эндемик Хаджарских гор. Обитает в Омане и ОАЭ по вей горной системе. | Вид вне опасности                                |
|                                             | Персидская ложнорогатая гадюка                            | Pseudocerastes persicus (Duméril, Bibron & Duméril, 1854)                                                                      | В Хаджарских горах обитают изолированные популяции. | Вид вне опасности                                |